# Observatoriumkerk
De Observatoriumkerk (Frans: Temple de l'Observatoire) was een protestants kerkgebouw te Brussel, gelegen aan de huidige Bisschoffsheimlaan. Sedert 1974 is op dezelfde plaats de Kruidtuinkerk (Temple du Botanique) gevestigd.

## Geschiedenis
In 1834 splitste een deel van de gemeente van de Koninklijke Kapel zich af. Hun geloofsrichting neigde meer naar die der methodisten, het was een meer piëtistische richting die zich afzette tegen het rationalisme zoals dat in de Koninklijke Kapel tot uiting kwam.
Aanvankelijk huurde men zalen in de Groenstraat, de huidige Brederodestraat. In 1837 kwam een kerkgebouw gereed aan de Rue de l'Observatoire, de tegenwoordige Bisschoffsheimlaan. De bouw van deze kerk werd vanuit de Verenigde Staten gefinancierd. Het was het tweede protestants kerkgebouw in Brussel, naast de Koninklijke Kapel. Ook was het het eerste neogotische gebouw van België.
In 1837 verliet een groep protestanten dit kerkgenootschap en stichtte de Kerk van de Belliardstraat. Deze groepering is een paar maal verenigd met en weer afgescheiden van de groep van het observatorium, om in 1973 definitief ermee samen te gaan. Men ging verder als de Protestantse Kerk van Brussel-Kruidtuin (Église Protestante de Bruxelles-Botanique).
De gemeenschap van de Observatoriumkerk kende een aantal beroemde lidmaten, waaronder beeldhouwer Jacques de Lalaing.

## Kruidtuinkerk
In 1974 werd de Observatoriumkerk afgebroken. Op dezelfde plaats, Bisschoffsheimlaan 40, verrees een nieuw kerkgebouw: de Kruidtuinkerk (Temple du Botanique). Deze is aangesloten bij de Verenigde Protestantse Kerk in België.